# Heteropoda boutani
Heteropoda boutani este o specie de păianjeni din genul Heteropoda, familia Sparassidae. A fost descrisă pentru prima dată de Simon, 1906.
Este endemică în Vietnam. Conform Catalogue of Life specia Heteropoda boutani nu are subspecii cunoscute.